# Anna (król Wschodnich Anglów)
Anna (władał od ok. 633 do 654 lub 655 roku) – król Anglii Wschodniej, jeden z trzech synów Eniego. Poślubił nieznaną wschodniosaską kobietę, z którą stworzył rodzinę słynącą z żarliwej religijności – syn Jurmin oraz cztery córki (Seksburga, Edeltruda, Edelburga i Witburga), a także pasierbica Setryda zostali kanonizowani.
Niewiele wiadomo o życiu i rządach Anny, ponieważ zachowało się mało źródeł pisanych. W 645 roku na jego dworze schronienia szukał wygnany przez Pendę Cenwalh z Wesseksu. Podczas trzyletniego pobytu w chrześcijańskiej Anglii Wschodniej wygnaniec został ochrzczony. W 651 roku, po ślubie córki Edeltrudy tereny wokół Ely zostały włączone do domeny Anny. W tym samym roku nastąpił atak Pendy z Mercji na Cnobheresburg przez co król Anglów musiał udać się na wygnanie. Przypuszczalnie skierował się do podrzędnego królestwa Magonsaete, z którego powrócił około 653 roku. Mercjanie zaatakowali ponownie i w bitwie pod Bulcamp armia Anglów została pokonana przez Pendę, zaś Anna wraz z synem Jurminem zabici. Przypuszcza się, że monastyr św. Botwulfa w Iken został zbudowany na cześć zmarłego władcy. Koniec rządów Anny stanowi cezurę – królestwo Anglów Wschodnich podupadało, zaćmiewane przez potężniejszych Mercjan.

## Rodzina i chrzest

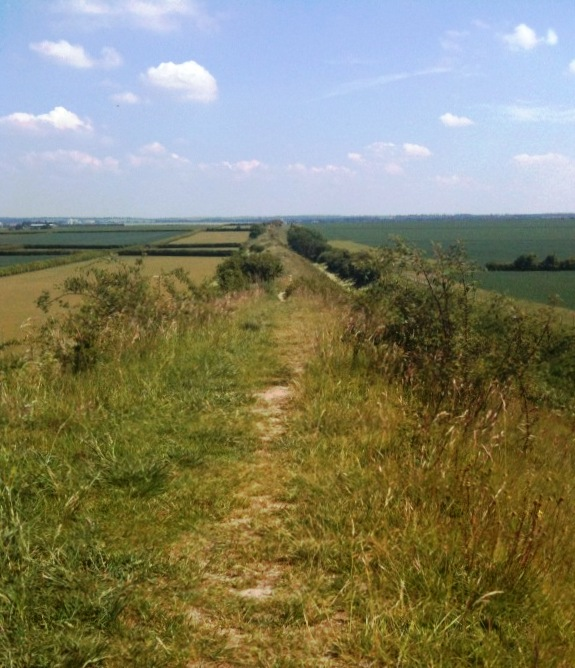
Devil’s Dyke, w pobliżu Exning. Anna prawdopodobnie stacjonował tu w 631 roku.

Anna był synem Eniego, członka rządzącej dynastii Wuffingów, a także bratankiem potężnego Raedwalda. Według Bedy Anna był żonaty – odwołując się do św. Setrydy pisał o niej jako o „córce żony Anny, króla Anglów Wschodnich”. W dziele biskupa Folcarda „Żywot św. Botwulfa”, spisanym w XI wieku, ten ostatni jest opisany jako jeden z kapelanów siostry króla, Aethelmundy, której matką była Saewara. Biskup wspomina także o dwóch krajanach tejże – Aethelherze oraz Aethelwoldzie. Ponieważ są to imiona braci Anny, historyk Steven Plunkett zasugerował, że „kuszącym” jest założenie, iż Saewara była żoną króla, zaś Aethelmund to pełne jego imię lub imię nieznanego dotąd wschodnioangielskiego władcy. „Liber Eliensis”, XII-wieczna kronika podaje, że żoną Anny i matką Setrydy, Seksburgi i Edeltrudy była Hereswitha, siostra Hildy z Whitby. Jednak źródło to uchodzi za mniej wiarygodne.
W 631 roku Anna przebywał prawdopodobnie w Exning, w Suffolk. Osada miała szerokie koneksje z rodziną królewską, a według „Liber Eliensis” była także miejscem narodzin Edeltrudy. Wedle tradycji została ona ochrzczona tamże w źródle znanym jako Źródło św. Mindreda (ang. St Mindred's Well). Exning było ważnym strategicznie punktem, stojąc na straży Devil’s Dyke, obronnego wału ziemnego rozciągającego się pomiędzy Mokradłami, a rzeką Stour. Wczesny anglosaski cmentarz sugeruje, że w pobliżu znajdowała się królewska posiadłość lub inne ważne miejsce.

## Król Anglów Wschodnich

Królestwa anglosaskie

### Dojście do władzy i panowanie
Pomiędzy rokiem 632 a 633 obalony został chrześcijański ośrodek władzy Edwina z Nortumbrii. Ten ostatni został zabity, zaś jego królestwo spustoszone przez Cadwallona, wspieranego przez Pendę. Następnie Mercjanie ruszyli na Anglię Wschodnią. Na początku lat 40. VII wieku pogromili Anglów, zabijając króla Ecgrika oraz jego poprzednika Sigeberhta. Historyk D.P. Kirby przypuszcza, że Sigeberht zmarł między rokiem 640 a 641, powołując się na losy św. Furzeusza, który opuścił Brytanię dopiero około roku 642. Zwycięstwo Pendy kończy linię spadkobierców Raedwalda.
W kilka lat po najeździe Mercjan królem Anglów został Anna, jednak dokładna data intronizacji jest nieznana. „Liber Eliensis” podaje, że zmarł w dziewiętnastym roku panowania, a ponieważ miało to miejsce w połowie lat 50. VII wieku, koronacja wypada około 635 roku. Dokumentacja tego faktu przez „Liber Eliensis” jest postrzegana przez niektórych badaczy jako niepewna – historyk Barbara Yorke sugeruje, że Anna przyjął koronę na początku lat 40. VII wieku, nie później niż około 645, kiedy na jego dworze schronił się Cenwalh z Wessex. Prawdopodobnym wydaje się, że Anna został królem dzięki poparciu północnych Anglów. Przez większość panowania był ofiarą najazdów Pendy, jednakże często udawało mu się szachować posunięcia wroga. Brytyjski mediewista David Dumville pisał, iż z powodu rywalizacji o dominium nad Anglami Środkowymi, Mercja i Anglia Wschodnia stały się „dziedzicznymi” wrogami, zaś Penda podjął szereg prób podporządkowania południowych sąsiadów.
Annie udało się zaaranżować ważki dyplomatycznie mariaż pomiędzy Seksburgą a Eorcenberhtem z Kentu, cementując tym samym sojusz między oboma królestwami. Właśnie dzięki małżeństwom królowie Kentu zyskali koneksje wśród rodzin panujących ówczesnej Brytanii.
Nie wszystkie córki Anny zostały wydane za przedstawicieli kast rządzących – w latach 40. VII wieku Edelburga i pasierbica Setryda rozpoczęły życie mniszek we frankijskim opactwie Faremoutiers zarządzanym przez opatkę Burgundofarę. Były pierwszymi anglosaskimi kobietami z rodu królewskiego, które wkroczyły na taką drogę.
Historyk D.P. Kirby przytacza powyższy fakt jako potwierdzenie pewnej „frankocentryczności” królestwa Anny, piastowanej od czasów jego poprzednika, Raedwalda. Dynastia Wuffingów mogła mieć koneksje z monastycznymi ośrodkami wokół Faramoutiers od czasów Sigeberhta, który spędził pewien czas na wygnaniu w państwie Franków, gdzie zakosztowawszy mniszego życia stał się zagorzałym chrześcijaninem.

Królestwo Anglii Wschodniej we wczesnym okresie saskim

W 641 roku Oswald z Nortumbrii został zabity przez Pendę w bitwie pod Oswestry w Shropshire. W rezultacie Nortumbria została podzielona na dwie części – północna Bernicja przyjęła na tron Oswaldowego brata, Oswiga; południowa Deira odmówiła zaakceptowania narzuconego władcy i była zarządzana przez króla z Deirańskiej dynastii, Oswina. Krótko potem Cenwalh z Wessex, brat wdowy po Oswaldzie i mąż siostry Pendy, wyrzekł się małżonki. W 645 roku, wedle „Kroniki Anglosaskiej”, Penda wygnał Cenwalha z królestwa. Ten ostatni schronił się na dworze Anny, gdzie przyjął chrzest. W 648 roku, z wojskową pomocą Anny, powrócił do Wessex, by rządzić jako chrześcijański władca.
Władza wschodnioangielskiego króla nad zachodnimi terenami królestwa została wzmocniona poprzez zawarty w 651 roku mariaż córki Edeltrudy z Tondberhtem, księciem Południowych Gyrwe'ów, zamieszkujących tereny wokół wyspy Ely. Po śmierci Tondberhta, Edeltruda, ponownie wyszła za mąż za króla Egfryta, władcę Deiry.

### Wygnanie

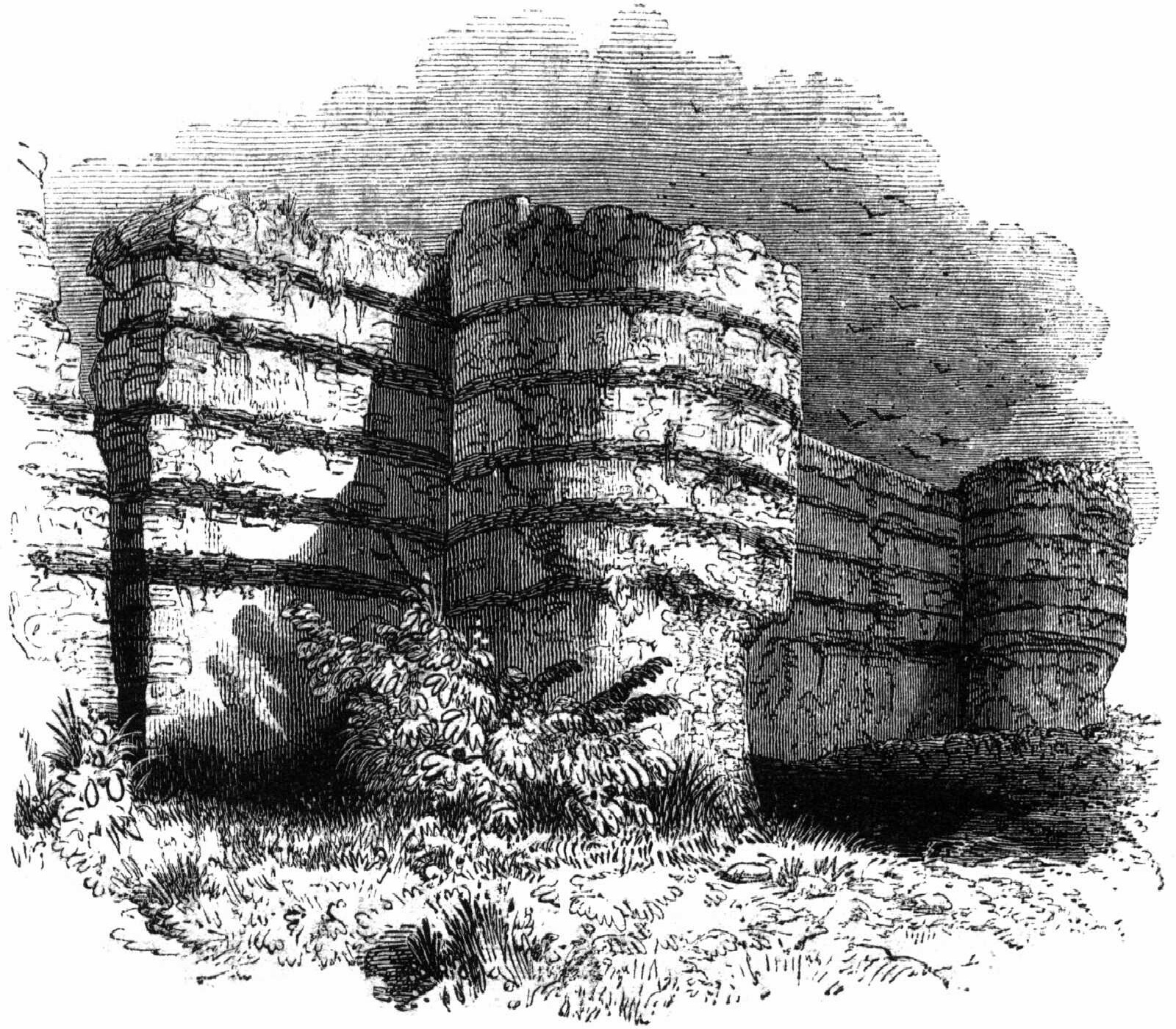
Ruiny Zamku Burgh, gdzie prawdopodobnie znajdował się konwent z Cnobheresburga; 1845 r.

Podczas swojego panowania Anna łożył na monastyr w Cnobheresburgu, zaopatrując go w bogato zdobione budynki i przedmioty. Klasztor został zbudowany około roku 633 przez Furzeusza. Po pewnym czasie, znużony ciągłymi najazdami na królestwo, Furzeusz opuścił Anglię Wschodnią, pozostawiając monastyr swojemu bratu, Foillanowi. Kiedy w 651 roku Penda zaatakował klasztor na odsiecz przybył Anna i odparł najeźdźców. Dzięki temu Foillan oraz inni mnisi zdołali ujść zabierając ze sobą księgi i inne kosztowności. Niedługo potem Penda pokonał Annę i skazał go na wygnanie – król schronił się w królestwie Magonsaete, władanym przez Merewalha. Do Anglii Wschodniej powrócił około 654 roku.

### Śmierć, pochówek i następcy

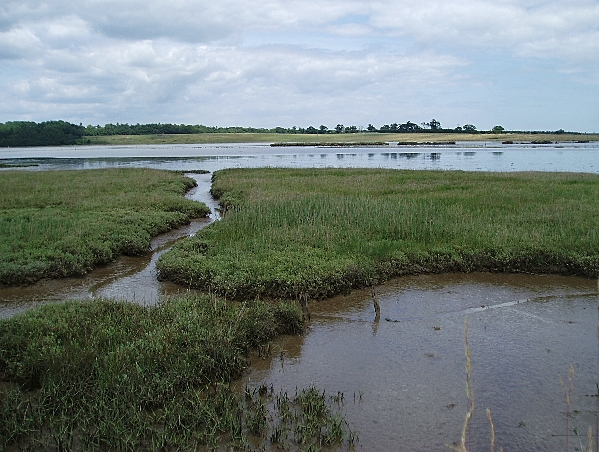
Mokradła otaczające Blythburgh, niedaleko miejsca, gdzie zginął Anna

Po roku 653, gdy Penda uczynił swojego syna Peadę władcą Średnich Anglów (nie ustępując z tronu swojego królestwa), nastąpił ponowny atak Mercjan na Anglię Wschodnią. Armie starły się pod Bulcamp, w pobliżu Blythburgha. Anglowie Wschodni zostali pokonani i wielu z nich zginęło, w tym syn Anny, Jurmin. Według „Kroniki Anglosaskiej” śmierć poniósł także sam Anna, co widać w zapisie dotyczącym roku 653 lub 654. Jednakże brak opisu samej bitwy.
Oddalony o milę od Bulcamp Blythburg, położony nad górnym rozlewiskiem rzeki Blyth, uważany jest za miejsce pochówku Anny i Jurmina. Jest także postrzegany jako królewska posiadłość rodowa. Wedle historyka Petera Warnera łacińskie korzenie części nazwy „Bulcamp” wskazują na jej antyczne pochodzenie, zaś źródła średniowieczne, dowodzące jakoby nieprzerwanego uprawiania kultu chrześcijańskiego w tym miejscu za czasów anglosaskich, dostarczają przypadkowych dowodów na związki tejże osady z wschodnioangielską szlachtą i chrześcijaństwem. W pobliżu znaleziono fragmenty ośmiowiecznego dyptyku wykonanego z kości wieloryba, a używanego prawdopodobnie w celach liturgicznych.
Botwulf rozpoczął budowę klasztoru w Icanho, zidentyfikowanego jako dzisiejsze Iken w Suffolk, w roku śmierci Anny – być może miało to uświetnić imię króla. Następcami zmarłego byli kolejno jego dwaj bracia – Aethelhere oraz Aethelwold, którzy mogli rządzić wspólnie. Być może Aethelhere został ustanowiony marionetkowym królem przez Pendę lub też był jego sprzymierzeńcem, gdyż wraz z nim stanął przeciw Oswigowi z Nortumbrii pod Winwaed jako jeden z duxów. Następcami Aethelhera (zabitego pod Winwaed) oraz Aethelwolda zostali potomkowie najmłodszego brata Anny, Aethelrika.
Beda chwalił pobożność Anny w swej „Eklezjastycznej historii narodu angielskiego”, przez co współcześni historycy postrzegają go jako oddanego wierze króla – jednakże ta reputacja wypływa w wielkiej mierze z faktu, iż wszystkie jego córki zostały uznane za święte. Pięćset lat po śmierci grób króla (wedle „Liber Eliensis”) był „czczony przez pobożne oddanie wiernego ludu”.

## Potomkowie
Wszystkie dzieci Anny zostały kanonizowane. Najstarsza, Seksburga, żona Earconberta z Kentu rządziła królestwem od 664 roku do pełnoletności swojego syna Egberta. Jej siostra, Edeltruda, według „Kroniki Anglosaskiej” założyła klasztor w Ely w 674 roku. Kolejna córka, Edelburga spędziła całe życie w zakonie w Faremoutiers. Jurmin, jedyny syn był pełnoletnim wojownikiem, kiedy zginął w bitwie w 653 roku.
Wedle tradycji Anna miał mieć także czwartą córkę, Witburgę, opatkę Dereham. Ta mogła jednakże nigdy nie istnieć – Beda nie wymienia jej imienia, a pierwsza wzmianka pojawia się w kalendarzu zawartym w „Psałterzu Bosworckim”. Być może była postacią spreparowaną przez religijną społeczność w Ely, skąd podobno wykradziono jej szczątki. „Kronika anglosaska” napomina o jej śmierci odnotowując, iż jej odnalezione w 798 roku ciało pozostało nietknięte mimo upływu 55 lat. Założony na tej podstawie rok śmierci (743) jest zbyt wczesny, aby uczynić ją siostrą Edeltrudy, urodzonej w 636 roku.
Król Anna miał też pasierbicę, córkę swojej żony z pierwszego małżeństwa – świętą Setrydę.
|  |  |                    |                    |                    |                    |                    |                    |  |  |                   |                   |                   |                   | Tytila z Anglii Wschodniej |                   |  |  |           |           |           |           |           |           |         |         |                        |                |                                |                                |                                |                                |                                |                                |                   |                   |                                |                                |                                |                                |                                |                                |        |        |           |           |           |           |           |           |          |          |          |          |          |          |
|  |  |                    |                    |                    |                    |                    |                    |  |  |                   |                   |                   |                   |                            |                   |  |  |           |           |           |           |           |           |         |         |                        |                |                                |                                |                                |                                |                                |                                |                   |                   |                                |                                |                                |                                |                                |                                |        |        |           |           |           |           |           |           |          |          |          |          |          |          |
|  |  |                    |                    |                    |                    |                    |                    |  |  |                   |                   |                   |                   | Eni z Anglii Wschodniej    |                   |  |  |           |           |           |           |           |           |         |         |                        |                |                                |                                |                                |                                |                                |                                |                   |                   |                                |                                |                                |                                |                                |                                |        |        |           |           |           |           |           |           |          |          |          |          |          |          |
|  |  |                    |                    |                    |                    |                    |                    |  |  |                   |                   |                   |                   |                            |                   |  |  |           |           |           |           |           |           |         |         |                        |                |                                |                                |                                |                                |                                |                                |                   |                   |                                |                                |                                |                                |                                |                                |        |        |           |           |           |           |           |           |          |          |          |          |          |          |
|  |  |                    |                    |                    |                    |                    |                    |  |  |                   |                   |                   |                   |                            |                   |  |  |           |           |           |           |           |           |         |         |                        |                |                                |                                |                                |                                |                                |                                |                   |                   |                                |                                |                                |                                |                                |                                |        |        |           |           |           |           |           |           |          |          |          |          |          |          |
|  |  |                    |                    |                    |                    |                    |                    |  |  |                   |                   |                   |                   |                            |                   |  |  |           |           |           |           |           |           |         |         |                        |                |                                |                                |                                |                                |                                |                                |                   |                   |                                |                                |                                |                                |                                |                                |        |        |           |           |           |           |           |           |          |          |          |          |          |          |
|  |  |                    |                    |                    |                    |                    |                    |  |  | Anna              | Anna              | Anna              | Anna              | Anna                       | Anna              |  |  |           |           | Saewara   | Saewara   | Saewara   | Saewara   | Saewara | Saewara |                        |                | Aethelhere z Anglii Wschodniej | Aethelhere z Anglii Wschodniej | Aethelhere z Anglii Wschodniej | Aethelhere z Anglii Wschodniej | Aethelhere z Anglii Wschodniej | Aethelhere z Anglii Wschodniej |                   |                   | Aethelwold z Anglii Wschodniej | Aethelwold z Anglii Wschodniej | Aethelwold z Anglii Wschodniej | Aethelwold z Anglii Wschodniej | Aethelwold z Anglii Wschodniej | Aethelwold z Anglii Wschodniej |        |        | Aethelric | Aethelric | Aethelric | Aethelric | Aethelric | Aethelric |          |          |          |          |          |          |
|  |  |                    |                    |                    |                    |                    |                    |  |  | Anna              | Anna              | Anna              | Anna              | Anna                       | Anna              |  |  |           |           | Saewara   | Saewara   | Saewara   | Saewara   | Saewara | Saewara |                        |                | Aethelhere z Anglii Wschodniej | Aethelhere z Anglii Wschodniej | Aethelhere z Anglii Wschodniej | Aethelhere z Anglii Wschodniej | Aethelhere z Anglii Wschodniej | Aethelhere z Anglii Wschodniej |                   |                   | Aethelwold z Anglii Wschodniej | Aethelwold z Anglii Wschodniej | Aethelwold z Anglii Wschodniej | Aethelwold z Anglii Wschodniej | Aethelwold z Anglii Wschodniej | Aethelwold z Anglii Wschodniej |        |        | Aethelric | Aethelric | Aethelric | Aethelric | Aethelric | Aethelric |          |          |          |          |          |          |
|  |  |                    |                    |                    |                    |                    |                    |  |  |                   |                   |                   |                   |                            |                   |  |  |           |           |           |           |           |           |         |         |                        |                |                                |                                |                                |                                |                                |                                |                   |                   |                                |                                |                                |                                |                                |                                |        |        |           |           |           |           |           |           |          |          |          |          |          |          |
|  |  |                    |                    |                    |                    |                    |                    |  |  |                   |                   |                   |                   |                            |                   |  |  |           |           |           |           |           |           |         |         |                        |                |                                |                                |                                |                                |                                |                                |                   |                   |                                |                                |                                |                                |                                |                                |        |        |           |           |           |           |           |           |          |          |          |          |          |          |
|  |  |                    |                    |                    |                    |                    |                    |  |  |                   |                   |                   |                   |                            |                   |  |  |           |           |           |           |           |           |         |         |                        |                |                                |                                |                                |                                |                                |                                |                   |                   |                                |                                |                                |                                |                                |                                |        |        |           |           |           |           |           |           |          |          |          |          |          |          |
|  |  | Earconbert z Kentu | Earconbert z Kentu | Earconbert z Kentu | Earconbert z Kentu | Earconbert z Kentu | Earconbert z Kentu |  |  | Seksburga         | Seksburga         | Seksburga         | Seksburga         | Seksburga                  | Seksburga         |  |  | Edeltruda | Edeltruda | Edeltruda | Edeltruda | Edeltruda | Edeltruda |         |         | 1. Tondberht           | 1. Tondberht   | 1. Tondberht                   | 1. Tondberht                   | 1. Tondberht                   | 1. Tondberht                   |                                |                                | Edelburga         | Edelburga         | Edelburga                      | Edelburga                      | Edelburga                      | Edelburga                      |                                |                                | Jurmin | Jurmin | Jurmin    | Jurmin    | Jurmin    | Jurmin    |           |           | Witburga | Witburga | Witburga | Witburga | Witburga | Witburga |
|  |  | Earconbert z Kentu | Earconbert z Kentu | Earconbert z Kentu | Earconbert z Kentu | Earconbert z Kentu | Earconbert z Kentu |  |  | Seksburga         | Seksburga         | Seksburga         | Seksburga         | Seksburga                  | Seksburga         |  |  | Edeltruda | Edeltruda | Edeltruda | Edeltruda | Edeltruda | Edeltruda |         |         | 1. Tondberht           | 1. Tondberht   | 1. Tondberht                   | 1. Tondberht                   | 1. Tondberht                   | 1. Tondberht                   |                                |                                | Edelburga         | Edelburga         | Edelburga                      | Edelburga                      | Edelburga                      | Edelburga                      |                                |                                | Jurmin | Jurmin | Jurmin    | Jurmin    | Jurmin    | Jurmin    |           |           | Witburga | Witburga | Witburga | Witburga | Witburga | Witburga |
|  |  |                    |                    |                    |                    |                    |                    |  |  |                   |                   |                   |                   |                            |                   |  |  |           |           |           |           |           |           |         |         | 2. Egfryt z Nortumbrii |                |                                |                                |                                |                                |                                |                                |                   |                   |                                |                                |                                |                                |                                |                                |        |        |           |           |           |           |           |           |          |          |          |          |          |          |
|  |  |                    |                    |                    |                    |                    |                    |  |  |                   |                   |                   |                   |                            |                   |  |  |           |           |           |           |           |           |         |         |                        |                |                                |                                |                                |                                |                                |                                |                   |                   |                                |                                |                                |                                |                                |                                |        |        |           |           |           |           |           |           |          |          |          |          |          |          |
|  |  |                    |                    |                    |                    |                    |                    |  |  |                   |                   |                   |                   |                            |                   |  |  |           |           |           |           |           |           |         |         |                        |                |                                |                                |                                |                                |                                |                                |                   |                   |                                |                                |                                |                                |                                |                                |        |        |           |           |           |           |           |           |          |          |          |          |          |          |
|  |  |                    |                    |                    |                    |                    |                    |  |  |                   |                   |                   |                   |                            |                   |  |  |           |           |           |           |           |           |         |         |                        |                |                                |                                |                                |                                |                                |                                |                   |                   |                                |                                |                                |                                |                                |                                |        |        |           |           |           |           |           |           |          |          |          |          |          |          |
|  |  | Ermenilda          | Ermenilda          | Ermenilda          | Ermenilda          | Ermenilda          | Ermenilda          |  |  | Wulfhere z Mercji | Wulfhere z Mercji | Wulfhere z Mercji | Wulfhere z Mercji | Wulfhere z Mercji          | Wulfhere z Mercji |  |  | Ercongota | Ercongota | Ercongota | Ercongota | Ercongota | Ercongota |         |         | Egbert z Kentu         | Egbert z Kentu | Egbert z Kentu                 | Egbert z Kentu                 | Egbert z Kentu                 | Egbert z Kentu                 |                                |                                | Hlothhere z Kentu | Hlothhere z Kentu | Hlothhere z Kentu              | Hlothhere z Kentu              | Hlothhere z Kentu              | Hlothhere z Kentu              |                                |                                |        |        |           |           |           |           |           |           |          |          |          |          |          |          |
|  |  | Ermenilda          | Ermenilda          | Ermenilda          | Ermenilda          | Ermenilda          | Ermenilda          |  |  | Wulfhere z Mercji | Wulfhere z Mercji | Wulfhere z Mercji | Wulfhere z Mercji | Wulfhere z Mercji          | Wulfhere z Mercji |  |  | Ercongota | Ercongota | Ercongota | Ercongota | Ercongota | Ercongota |         |         | Egbert z Kentu         | Egbert z Kentu | Egbert z Kentu                 | Egbert z Kentu                 | Egbert z Kentu                 | Egbert z Kentu                 |                                |                                | Hlothhere z Kentu | Hlothhere z Kentu | Hlothhere z Kentu              | Hlothhere z Kentu              | Hlothhere z Kentu              | Hlothhere z Kentu              |                                |                                |        |        |           |           |           |           |           |           |          |          |          |          |          |          |

## Dalsze źródła
- Dictionary of National Biography 1900: Felix. [dostęp 2010-05-28].
- The Anglo-Saxon Chronicle: An Electronic Edition (Vol 5) literary edition: Manuscript E: Bodleian MS Laud 636. [dostęp 2010-05-24].
- Catholic Encyclopedia (1913)/St. Etheldreda. [dostęp 2010-05-28].
- Agnes Dunbar: A dictionary of saintly women (May 1904). [dostęp 2010-05-30].
- Charles FMG and Cowley: England, Anglo-Saxon and Danish Kings. [dostęp 2010-06-03].
- Fryde, E. B.: Handbook of British Chronology. Greenway, D.E.; Porter, S.; Roy, I.. Wyd. 3rd. Cambridge: Cambridge University Press, 1986, s. 216. ISBN 0-521-56350-X.
- D.P. Kirby: The Earliest English Kings. London and New York: Routledge, 2000. ISBN 0-415-24211-8. OCLC 48139750. (ang.).
- M.R. James: Suffolk and Norfolk. A Perambulation of the Two Counties with Notices of Their History and Their Ancient Buildings. Alastair Press, Suffolk, 1987. ISBN 1-870-56710-2. Brak numerów stron w książce
- Steven Plunkett: Suffolk in Anglo-Saxon Times. Stroud: Tempus, 2005. ISBN 0-7524-3139-0. Brak numerów stron w książce
- sir Frank Stenton: Anglo-Saxon England. New York: Oxford University Press, 1988. ISBN 0-19-821716-1. Brak numerów stron w książce
- Peter Warner: The origins of Suffolk. Manchester and New York: Manchester University Press, 1996. ISBN 0-7190-3817-0. Brak numerów stron w książce
- Wessex Archaeology: Blythburgh Prioy, Blythburgh, Suffolk, Archaeological Evaluation and Assessment of Results. [dostęp 2010-05-31].Sprawdź autora:1.
- S.E. West, N. Scarfe, R.J. Cramp. Iken, St Botolph, and the Coming of East Anglian Christianity. „Proc. Suffolk Institute of Archaeology”. 15, s. 279–301, 1984.
- Dorothy Whitelock: Anglo-Saxon England – 'The pre-Viking age church in East Anglia'. Cambridge: Cambridge University Press, 1972, s. 1–22. ISBN 978-0-521-03835-5.
- Barbara Yorke: Kings and Kingdoms of Early Anglo-Saxon English. London and New York: Routledge, 2002. ISBN 0-415-16639-X. Brak numerów stron w książce